# Servicio Nacional de Derechos Intelectuales (Ecuador)
El Servicio Nacional de Derechos Intelectuales (SENADI) es el ente estatal que regula y controla la aplicación de las leyes de la propiedad intelectual.
El SENADI es el organismo administrativo competente para: propiciar, promover, fomentar, prevenir, proteger y defender a nombre del Estado Ecuatoriano, los derechos de propiedad intelectual reconocidos en la Ley y en los tratados y convenios internacionales, sin perjuicio de las acciones civiles y penales que sobre esta materia deberán conocerse por la Función Judicial.

## Historia y antecedentes
Antes de la creación del SENADI existían en diferentes estamentos gubernamentales en Ecuador con áreas especializadas que administraban los derechos de propiedad intelectual. Por ejemplo, el Derecho de Autor estaba bajo la responsabilidad del Ministerio de Educación. La Propiedad Industrial se regulaba en el Ministerio de Industrias y las Obtenciones Vegetales se regían en el Ministerio de Agricultura.
En ese marco, el 19 de mayo de 1998, se creó un solo organismo que agrupó a todas las áreas ligadas a estas actividades. Se publicó en el Registro Oficial n.º 320, y en la nueva Ley de Propiedad Intelectual, la instauración del Servicio Nacional de Derechos Intelectuales SENADI que “…ejercerá las atribuciones y competencias establecidas por la Ley de Propiedad Intelectual… será considerado como la oficina nacional competente para los efectos previstos en las decisiones de la Comisión de la Comunidad Andina”.
Sin embargo, fue en 1999 cuando empezó a operar el instituto como tal. De ahí en adelante se han dado varias transformaciones que apuntan a conformar una entidad sólida, adaptable a los cambios del mundo y que sin perder su esencia busca la excelencia en defensa de los derechos de propiedad intelectual.

## Propiedad Intelectual
La propiedad intelectual se refiere a las creaciones de la mente, tales como obras literarias, artísticas, invenciones científicas e industriales, así como los símbolos, nombres e imágenes utilizadas en el comercio.
La propiedad intelectual otorga al autor, creador e inventor el derecho de ser reconocido como titular de su creación o invento y, por consiguiente, ser beneficiario del mismo.
Los Estados son los responsables de garantizar una legislación clara para precautelar este bien común. En Ecuador, el Servicio Nacional de Derechos Intelectuales (SENADI) es el organismo encargado de proteger, fomentar, divulgar y conducir el buen uso de la Propiedad Intelectual desde el enfoque de tres áreas distintas: la Propiedad Industrial, Derecho de Autor y las Obtenciones Vegetales.
El SENADI reconoce, regula y garantiza la propiedad intelectual adquirida de conformidad con la ley, las decisiones de la Comunidad Andina y los convenios internacionales vigentes en el Ecuador. La propiedad intelectual protege las creaciones de la mente: invenciones, obras literarias y artísticas, símbolos, nombres, imágenes, dibujos, modelos de utilidad, Diseños, Apariencias Distintivas, entre otros. La Declaración Universal de los Derechos Humanos, aprobada por la ONU, reconoce como un derecho fundamental la protección de las creaciones intelectuales y designa al Estado como su defensor.1

## Dirección Nacional de Propiedad industrial
Propiedad industrial
En propiedad industrial, el SENADI incluye las invenciones, patentes, marcas, dibujos y modelos industriales e indicaciones geográficas de procedencia; Se encarga de promover y acatar el respeto a la propiedad industrial, mediante la educación, difusión y vigilando el cumplimiento de la normativa jurídica vigente, con el reconocimiento del derecho de propiedad industrial en todas sus manifestaciones, una gestión de calidad en el registro y garantizando el acceso y difusión de la misma.2
En materia de Patentes de invención la institución salvaguardar la inversión realizada por los inventores, de esta manera ampara el trabajo que realzan los investigadores.
Es la Dirección encargada de promover el respeto a la propiedad industrial, con base en el reconocimiento del derecho la misma en todas sus manifestaciones, con una gestión de calidad en el registro y garantizando el acceso y difusión del estado de la técnica.

## Dirección Nacional de Derechos de Autor y Derechos Conexos
Derechos de autor
El SENADI promueve el respeto a la creación intelectual, a través de la educación, difusión y observancia de la normativa jurídica vigente, basada en el reconocimiento del Derecho de Autor y Derechos Conexos en todas sus manifestaciones, con una gestión de calidad en el registro de obras y otras creaciones intelectuales, y vigilando el correcto funcionamiento de las sociedades de gestión colectiva.3
El derecho de autor es el sistema jurídico por el cual se concede a los autores derechos morales y patrimoniales sobre sus obras, en cumplimiento a lo dispuesto por la Constitución del Ecuador y la Declaración Universal de los Derechos Humanos.3
En el Ecuador el derecho de autor dura la vida del creador más 70 años después de su muerte. El uso de una obra sin la autorización expresa de su autor se considera ilegal y puede ser castigado con multas e incluso prisión.3
La protección del derecho de autor recae sobre todas las obras del ingenio, en los campos: literarios o artísticos, cualquiera que sea su género, forma de expresión, mérito o finalidad. Los derechos reconocidos por el presente título son independientes de la propiedad del objeto material en el cual está incorporada la obra y su goce o ejercicio no están supeditados al requisito del registro o al cumplimiento de cualquier otra formalidad.4
En derecho de autor se abarca a las obras literarias y artísticas, tales como: las novelas, los poemas y las obras de teatro, las películas, las obras musicales, las obras de arte, tales como los dibujos, pinturas, fotografías y esculturas, y los diseños arquitectónicos.4
En el Ecuador el derecho de autor resguarda la obra desde su creación; para su efecto es necesario registrarla en la Unidad de Registro del SENADI, de esta manera el autor se beneficia de la presunción de autoría que la ley reconoce a su favor.3

## Dirección Nacional de Obtenciones Vegetales
Dirección Nacional de Obtenciones Vegetales
Esta Dirección Nacional reconoce y garantiza la protección de los derechos del obtentor, fomentando la investigación y transferencia de tecnología a través de la difusión y observancia de los procesos de registro y ejercicio del derecho. Por otro lado, se trabaja para el fortalecimiento de actividades relacionadas con la protección de los conocimientos tradicionales, expresiones culturales y acceso a los recursos genéticos, además, de dar seguimiento a todo lo que respecta a las Denominaciones de Origen.
Obtenciones vegetales
El SENADI certifica al obtentor que haya creado, descubierto y desarrollado una variedad, géneros y especies vegetales cultivadas, que impliquen el mejoramiento vegetal heredable de las plantas, en la medida que aquel cultivo y mejoramiento no se encuentren prohibidos por razones de salud humana, animal o vegetal.5  El SENADI promueve el respeto de la biodiversidad, protección de los conocimientos tradicionales y las obtenciones vegetales, a través de la educación, difusión y observancia, con una gestión de calidad en apego a la normativa jurídica vigente, garantizando el acceso y difusión de la información legalmente disponible.6 7
Conocimientos tradicionales
El SENADI trabaja fortaleciendo la protección de los recursos genéticos del Ecuador y Conocimientos Tradicionales Asociados. Incluye la participación de las nacionalidades y pueblos indígenas, montubio, afroecuatoriano y otras comunidades ancestrales y unidades ancestrales del Ecuador, así como de otros sectores organizados de la sociedad civil y de la institucionalidad pública, en la difusión de conocimientos, desarrollo, estructura y debate de los saberes ancestrales; y en el fortalecimiento de las políticas públicas y de las estrategias de protección de la biodiversidad del país.8
Denominaciones de origen
Las denominaciones de origen, son un tipo de signo distintivo, muy similar a la marca, y cuya promoción y difusión está encargada dentro del SENADI, a la Dirección de Obtenciones Vegetales (DNOV), aunque la Ley de Propiedad Intelectual y la decisión 486, las señalan como parte del área de Propiedad Industrial. Las denominaciones de origen, difieren del resto de signos distintivos, porque ubican a un producto con una característica geográfica determinada y porque tienen un aporte humano de trabajo, creatividad y conocimiento específico. A esto se lo conoce como factores humanos y geográficos.
Las denominaciones de origen, como un tipo de signo distintivo, tienen gran importancia porque identifican al país. Esa es su característica básica.Un mecanismo y una oportunidad que tiene un país para promover uno o varios productos propios, que le caracterizan frente al resto de producción, son las denominaciones de origen.Las denominaciones de origen son productos especiales. Ecuador tiene algunos de esos productos como: sombreros de Montecristi, el Cacao de Arriba, el Café de Galápagos, el Maní de Transkutukú, y la Pitahaya de Palora.
El SENADI ha sentado las bases sobre el manejo de las denominaciones de origen, por esa razón trabaja coordinadamente con otras instituciones del Estado que tienen responsabilidad con los sectores productivos.

## Organización
- Consejo Directivo
- Dirección Ejecutiva

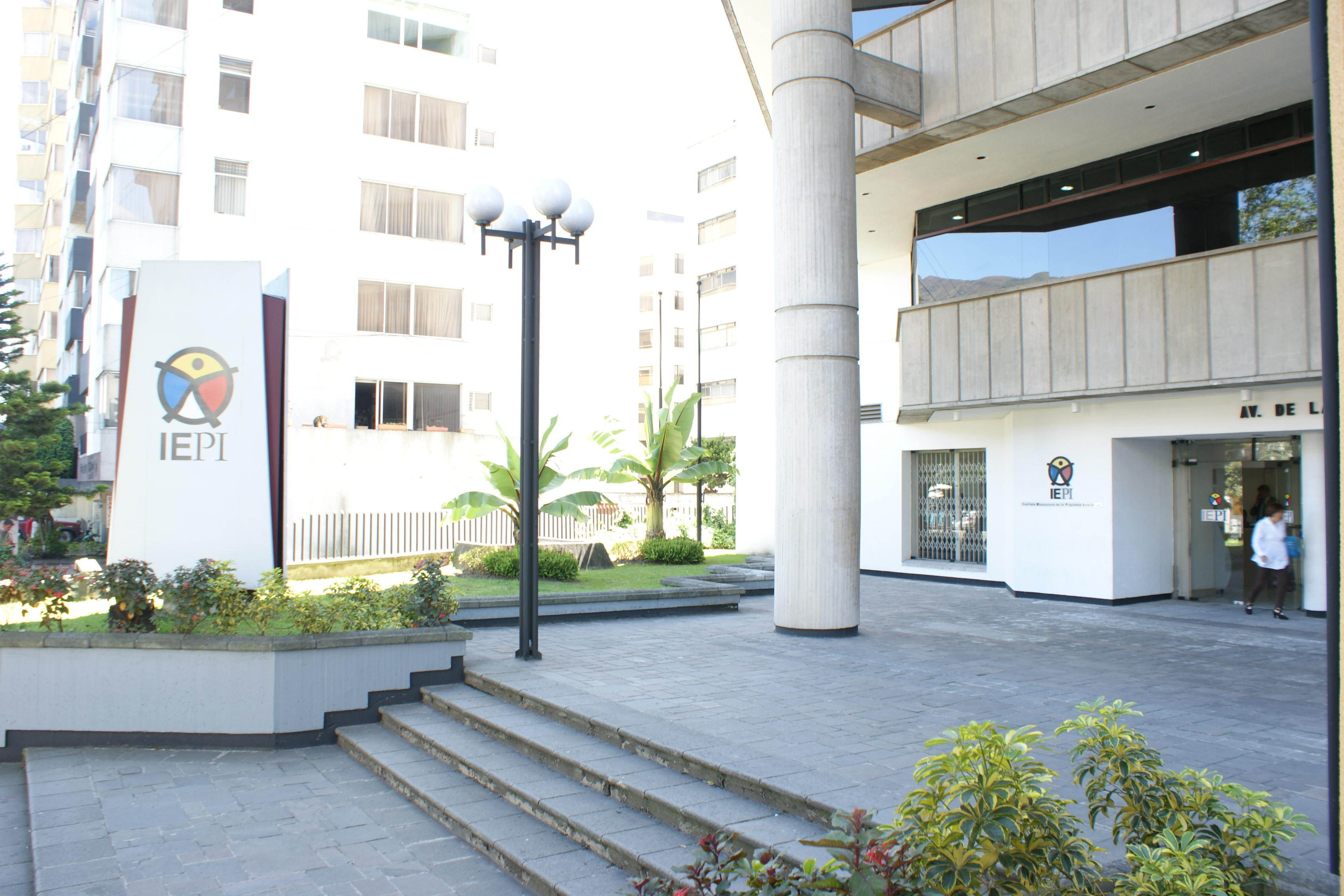
SENADI, entrada principal edificio principal en Av. República 396 y Diego de Almagro. Edif. Forum 300

  - Dirección Nacional de Propiedad Industrial
    - Signos Distintivos
    - Patentes

  - Dirección Nacional de Derechos de Autor y Derechos Conexos
    - Sociedades de Gestión Colectiva
    - Registro

  - Dirección Nacional de Obtenciones Vegetales y Conocimientos Tradicionales
    - Obtenciones Vegetales
    - Conocimientos Tradicionales
    - Medio Ambiente

  - Comité de Propiedad Intelectual, Industrial y Obtenciones Vegetales
  - Subdirecciones Regionales

## Presidencia, Dirección Ejecutiva y Dirección General
Desde 1998 se denominó presidente al cargo asumido a la titularidad del organismo rector de la Propiedad Intelectual en el Ecuador, a partir del 19 de octubre de 2012, fecha en la que el presidente Rafael Correa decreta la adscripción del IEPI al SENESCYT, se sustituye el cargo de presidente del IEPI por el de director ejecutivo, hasta denominarse director general cuando pasa a convertirse en el SENADI.
- Ab. Nelson Velasco (1998 - 2004) 6 años.
- Dr. Carlos Helou C (2004 - 2005) 1 año.
- Dr. César Dávila (2005 - 2007) 2 años.
- Dr. Alfredo Corral (2007 - 2009) 2 años.
- Dr. Andrés Ycaza Mantilla (9 de febrero de 2009 - 26 de marzo de 2015) 6 años, 1 mes y 18 días.
- Ab. Hernán Núñez Rocha (27 de marzo de 2015 - 25 de junio de 2017)[10] 2 años y 3 meses.
- Dr. Santiago Cevallos Mena (26 de junio de 2017 - 6 de junio de 2021)[11] 3 años, 11 meses y 11 días.
- Ab. María Gabriela Campoverde (7 de junio de 2021 - 1 de febrero de 2022)[1] 7 meses, 25 días.
- Ab. Sujey Torres Armendariz (2 de febrero de 2022 - en el cargo)

## Instalaciones

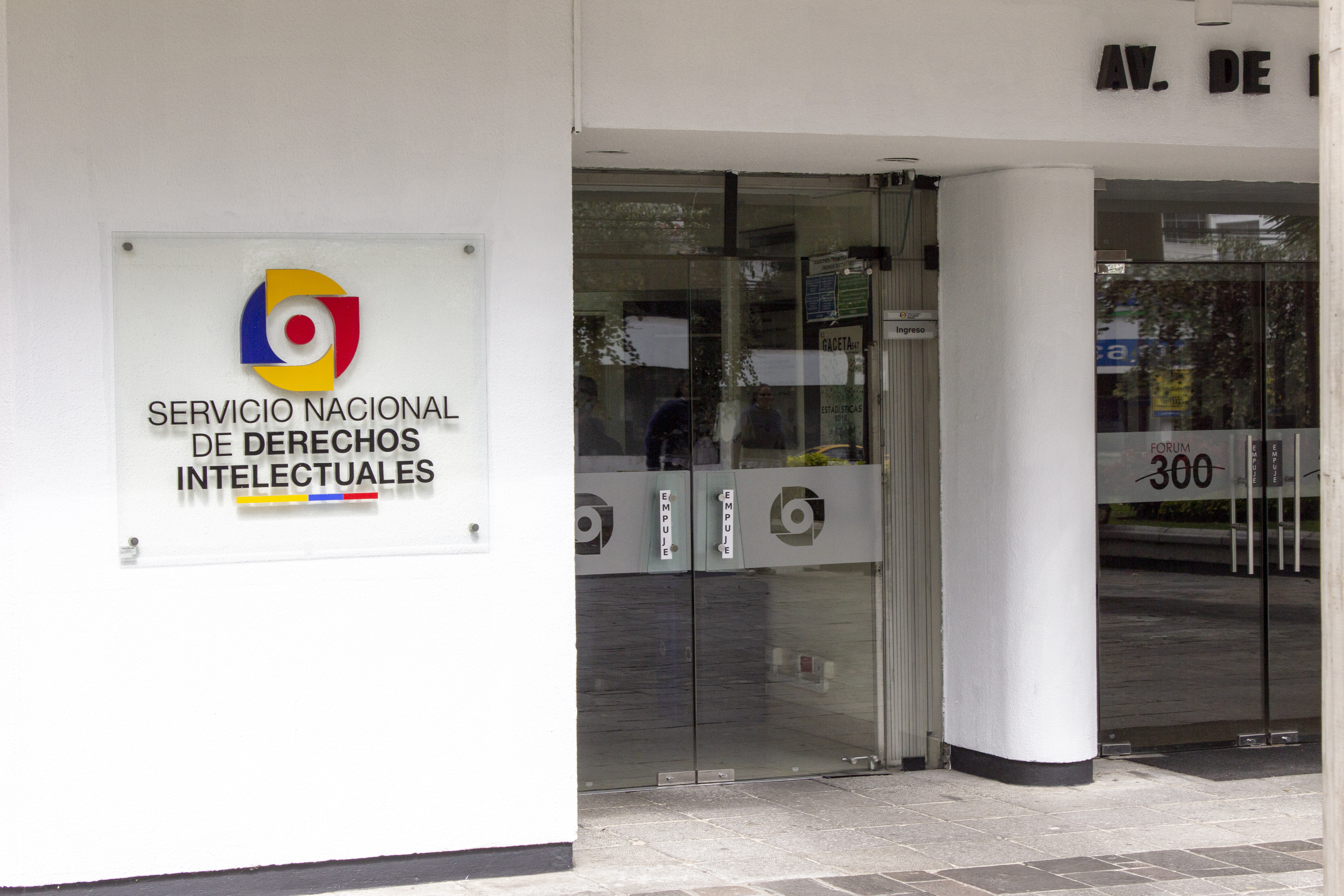
Ingreso a la matriz en Quito

La sede principal del SENADI se encuentra en la ciudad de Quito en Av. República 396 y Diego de Almagro. Edif. Forum 300, con Subdirecciones Regionales en la ciudad de Guayaquil en la Av. Plaza Dañín y Francisco Boloña, edificio público del sector Social Joaquín Gallegos Lara , Planta Baja y en la ciudad de Cuenca Av. José Peralta y Av. 12 de Abril. Edif. Acrópolis.

## Publicaciones del IEPI (1998 a 2017)
El Servicio Nacional de Derechos Intelectuales y la Organización Mundial de Propiedad Intelectual ha realizado las siguientes publicaciones:
- El Secreto está en la Marca, Introducción a las marcas, dirigidas a Pequeñas y medianas empresas, 2009.
- Lo Atractivo está en la forma, Introducción a los Diseños Industriales, dirigidas a Pequeñas y medianas empresas, 2009.
- Inventando el Futuro, Introducción a las Patentes, dirigidas a Pequeñas y medianas empresas, 2009.
- Expresión Creativa Introducción al Derecho de Autor y a los Derechos Conexos, dirigidas a Pequeñas y medianas empresas, 2009.
- Centros de apoyo a la tecnología e innovación, 2011.
- Derecho de Autor para Autores y Empresarios, Flavio Arosemena Burbano, 2011.